# Stemonoporus nitidus
Stemonoporus nitidus är en tvåhjärtbladig växtart som beskrevs av Thw.. Stemonoporus nitidus ingår i släktet Stemonoporus och familjen Dipterocarpaceae. Inga underarter finns listade i Catalogue of Life.